# Hàng Bột (phường)
Hàng Bột là một phường thuộc quận Đống Đa, thành phố Hà Nội, Việt Nam.
Phường Hàng Bột có diện tích 0,31 km², dân số năm 2022 là 18.527 người, mật độ dân số đạt 59.764 người/km².